# Dipartimento di Putumayo
Il dipartimento di Putumayo è uno dei 32 dipartimenti della Colombia. Il capoluogo del dipartimento è Mocoa.

## Geografia fisica
Il dipartimento di Putumayo confina a sud con l'Ecuador ed il Perù, a ovest con il dipartimento di Amazonas, a nord con i dipartimenti di Caquetá e di Cauca. Il confine settentrionale corrisponde per quasi tutta la sua lunghezza con il corso del Caquetá mentre il confine internazionale con l'Ecuador ed il Perù è segnato per quasi tutta la lunghezza dal fiume Putumayo.
Il dipartimento è per lo più pianeggiante e corrisponde al territorio tra il fiume Caquetá ed il fiume Putumayo digradante dalla cordigliera andina verso il bacino amazzonico.

## Geografia antropica

### Suddivisioni amministrative
Il dipartimento di Putumayo si compone di 13 comuni:
- Colón
- Mocoa
- Orito
- Puerto Asís
- Puerto Caicedo
- Puerto Guzmán
- Puerto Leguízamo
- San Francisco
- San Miguel
- Santiago
- Sibundoy
- Valle del Guamuez
- Villagarzón